# Benjamin Boretz

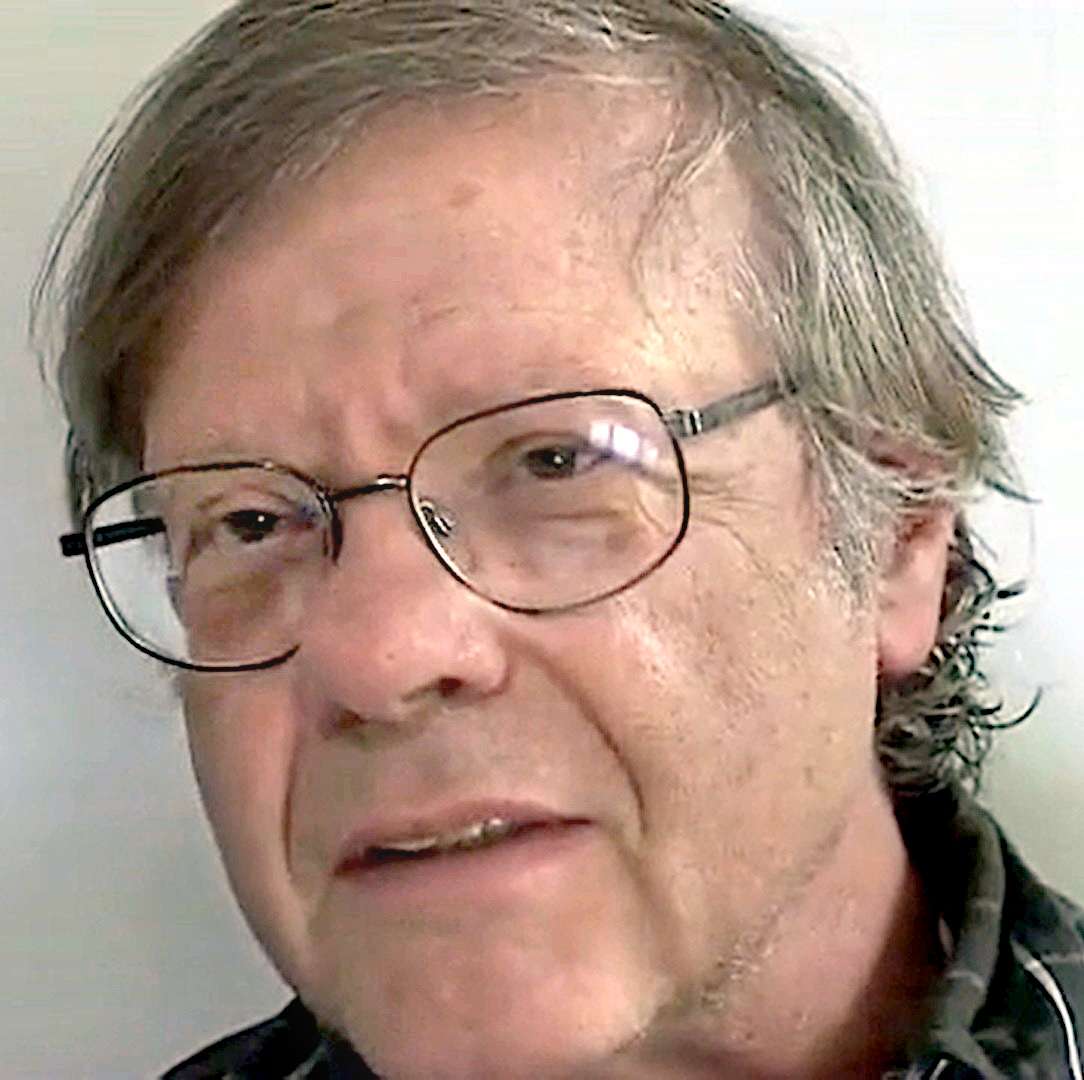
Benjamin Boretz, c.2003

Benjamin Boretz (* 3. Oktober 1934) ist ein US-amerikanischer Komponist und Musikpädagoge, -theoretiker und -kritiker.
Boretz studierte an der Brandeis University und an der Princeton University bei Milton Babbitt und Roger Sessions. Er arbeitete als Musikkritiker für die Zeitschrift The Nation und gab die Perspectives of New Music heraus. Außerdem unterrichtete er an verschiedenen Universitäten. Meta-Variations gilt als sein musiktheoretisches Hauptwerk. In seinen Kompositionen, die geprägt sind von markanten rhythmischen und harmonischen Strukturen, verwendet er häufig elektroakustische und elektronische Instrumente.